# Galerita bicolor
Galerita bicolor är en skalbaggsart som beskrevs av Dru Drury. Galerita bicolor ingår i släktet Galerita och familjen jordlöpare. Inga underarter finns listade i Catalogue of Life.